# Luttersiefen
Luttersiefen ist ein Ortsteil der Stadt Gummersbach im Oberbergischen Kreis im südlichen Nordrhein-Westfalen.

## Geographie
Der Ort liegt gut drei Kilometer südlich des Stadtzentrums am linken Ufer des Rospebachs in unmittelbarer Anbindung an die westliche Umgehungsstraße Gummersbachs (B 256; hier „Westtangente“). Benachbarte Ortsteile sind Mühle im Westen und Niederseßmar im Osten.

## Geschichte
Der Ortsname beruht auf einem Namenspossessiv (Lutter) plus Flurbezeichnung (Siefen, Seip(p)en = „gehäuft auftretende kleine Quellen“; siehe Siepen). 1497 wurde Luttersyffen erstmals urkundlich erwähnt und bestand seinerzeit wohl nur aus einem Einzelgehöft, woran sich bis 1750 nichts änderte. Um 1800 bestanden immerhin schon zwei Häuser.
Der Ort Luttersiefen gehörte bis 1806 zur Reichsherrschaft Gimborn-Neustadt. Nach seiner Zugehörigkeit zum Großherzogtum Berg (1806–1813) und einer provisorischen Übergangsverwaltung kam die Region aufgrund der auf dem Wiener Kongress getroffenen Vereinbarungen 1815 zum Königreich Preußen. Unter der preußischen Verwaltung gehörte der Ort zunächst zum Kreis Gimborn (1816–1825) und danach zum Kreis Gummersbach in der Rheinprovinz. Im Jahr 1843 hatte der Ort 6 Einwohner.

## Freizeit

### Wandern
Durch Luttersiefen führt der historische Wanderweg X44 (Gummersbach – Hennef – 57,0 km).